# Pirmin Werner
Pirmin Werner, né le 10 janvier 2000, est un skieur acrobatique suisse spécialisé dans le saut.

## Palmarès

### Jeux olympiques
| Édition / Épreuve          | Individuel | Par équipes |
| -------------------------- | ---------- | ----------- |
| Jeux olympiques 2022 Pékin | 4e         | 4e          |

### Championnats du monde
| Édition / Épreuve                      | Individuel | Par équipes |
| -------------------------------------- | ---------- | ----------- |
| Championnats du monde 2019 Deer Valley | 9e         | —           |
| Championnats du monde 2021 Almaty      | 4e         | Argent      |
| Championnats du monde 2023 Bakouriani  | 19e        | Non-partant |
| Championnats du monde 2025 Engadine    | Bronze     | Bronze      |

Légende:
- : pas d'épreuve

### Coupe du monde
- 10 podiums dont 4 victoires.

#### Détails des victoires
| Épreuve / Édition | Sauts       |
| ----------------- | ----------- |
| 2020-2021         | Almaty      |
| 2022-2023         | Ruka Almaty |
| 2023-2024         | Changchun   |